# Adalbert Boroș
Adalbert (Béla) Boroș (n. 20 septembrie 1908, Erdeiș, comitatul Arad, din Austro-Ungaria – d. 6 iunie 2003, Timișoara, din România) a fost un cleric romano-catolic, episcop-auxiliar al Diecezei de Timișoara, deținut politic.

## Biografie

### Copilăria și studiile
Adalbert Boroș s-a născut la data de 20 septembrie 1908 în satul Erdeiș, lângă Chișineu-Criș. A studiat mai întâi la Liceul Piarist din Timișoara. A absolvit studiile de filozofie și teologie la Universitatea Pontificală Gregoriana din Roma ca alumn al Colegiului "Germanicum et Hungaricum de Urbe", obținând titlul de doctor în filozofie și teologie.

### Preot
A fost hirotonit întru preot la Roma în data de 30 octombrie 1932.
Reîntors în România, începând din anul 1934, a activat la Seminarul Teologic Romano-Catolic din Timișoara în calitate de profesor de filozofie și dogmatică, apoi în anul 1946 a devenit rector al Institutului Teologic din Timișoara. 

### Episcop clandestin, sub teroarea comunistă
În luna noiembrie 1948 a fost numit Episcop titular de Ressiana, fiind consacrat în clandestinitate la 12 decembrie 1948 în Capela Nunțiaturii Apostolice din București de către arhiepiscopul Gerald Patrick Aloysius O'Hara, locțiitor al nunțiului apostolic în România.
A fost arestat de Securitate la 10 martie 1951. A fost învinuit în Procesul spionilor Vaticanului și condamnat la închisoare pe viață. Alături de el au fost găsiți vinovați și episcopii Augustin Pacha (Timișoara) și Joseph Schubert (București). Boroș a ispășit 13 ani în temnițele grele din București, Râmnicu Sărat, Pitești, Jilava, Dej și Gherla, din care doi ani și jumătate în izolare totală. A fost amnistiat la 4 august 1964. În primul său drum, direct din temniță, s-a dus la Mănăstirea Maria Radna.
Timp de 41 de ani statul comunist i-a interzis exercitarea funcției de episcop, astfel că a slujit până la pensionare la parohia din Timișoara-Elisabetin în calitate de capelan/preot-ajutor, iar apoi a ținut slujbe în Biserica romano-catolică din Iosefin.

### Arhiepiscop
După Revoluția din decembrie 1989 era prea bătrân pentru a-și asuma conducerea episcopiei. Papa Ioan Paul al II-lea l-a numit în data de 14 martie 1990 în funcția onorifică de arhiepiscop titular de Ressiana, iar la 1 august 1990 nou numitul Capitul l-a ales ca mare prepozit (titlu de asemenea onorific).
Arhiepiscopul Adalbert Boroș a participat la consacrarea ca episcop a lui Sebastian Kräuter, episcop romano-catolic de Timișoara, la 28 aprilie 1990.
Pe data de 14 noiembrie 1991 arhiepiscopul Adalbert Boroș a adresat Secretariatului de Stat pentru Culte un memoriu în care a cerut anularea sentinței pronunțate în anul 1951 de Tribunalul Militar din București împotriva lotului Pacha. În februarie 1992 procurorul general al României, Mihai Ulpiu Popa Cherecheanu, dă curs cererii arhiepiscopului și deschide recursul în anulare în vederea judecării cauzei. După numeroase amânări din cauza neprezentării în fața instanței a celor 10 condamnați în 1951, se cere Ministerului de Interne (Direcția evidența populației) să constate unde domiciliază cei citați.
Din răspunsul ministerului, datat 11 august 1995, rezultă că în afară de Boroș, unii au murit, alții au emigrat, iar câțiva nu figurează în evidența poliției. Trec încă doi ani până la pronunțarea recursului în anulare, în martie 1997, eveniment, practic, neînregistrat de către mass-media din România.

### Sfârșitul vieții
În cursul zilei de 6 iunie 2003, după o grea și lungă suferință, a trecut la Domnul Arhiepiscopul Adalbert Boroș, la vârsta de 95 de ani, după 70 de ani de preoție, 55 de ani de episcopat și 13 ani de arhiepiscopat. A fost înmormântat la 11 iunie 2003 în cripta Domului romano-catolic din Piața Unirii, unde a fost așezat alături de locul de veci al Episcopului Pacha Augustin. Au participat 12 Episcopi, ceremonialul înmormântării fiind prezidat de Nunțiul Apostolic în România, IPS Jean-Claude Perisset. La eveniment a participat și IPS Dr. Nicolae Corneanu, Mitropolitul ortodox al Banatului, precum și PS Martin Roos, episcopul în funcție al Episcopiei Romano-Catolice a Timișoarei.

## Meritele arhiepiscopului Adalbert Boroș
A avut tăria sufletească să considere anii de detenție cei mai valoroși ani ai vieții sale. Nu a cunoscut ura, mânia sau disperarea. Timp de 25 ani în parohia Timișoara-Elisabetin a acceptat să slujească asemenea unui capelan. Întreaga lui viață era marcată de echilibru interior și mărturisire creștină. Pentru fiecare vizită sau mână de ajutor a avut întotdeauna cuvinte de mulțumire.
Doar istoricii de artă știu că printre marile merite ale celui care a fost arhiepiscop dr. Adalbert Boroș, se numără și faptul că a salvat de la distrugere 8 vitralii superbe, veritabile capodopere ale artei 1900. Lucrările sunt menționate în majoritatea monografiilor și albumelor dedicate artei Secession din Banat și Ungaria, cu precizarea că remarcabilele opere ale pictorului Sándor Nagy și artistului decorator Miksa Róth ar fi pierit. Nici specialiștii n-au știut ce s-a întâmplat exact cu vitraliile cu armătură din sârmă de plumb, care au decorat timp de peste patru decenii ferestrele capelei Seminarului teologic romano-catolic din Timișoara.
După decembrie 1989 istoricii de artă au putut afla că lucrările n-au căzut pradă intoleranței politicii ateiste și anticlericale a regimului comunist, ci s-au păstrat aproape intacte și într-o stare relativ bună. Descoperirea a generat un interes febril printre istoricii de artă profilați pe cercetarea Jugendstilului. Astfel s-a aflat că salvarea celor opt vitralii se datorează inventivității și curajului ultimului rector al Seminarului romano-catolic, dr. Adalbert Boroș, care înainte ca edificiul în care a funcționat institutul să fie naționalizat, le-a demontat și le-a transportat în grabă în Domul romano-catolic din Piața Unirii, unde le-a ascuns în cor, în poziție culcat.
Spre norocul lui, nimeni nu le-a căutat și nimeni nu a divulgat secretul. Vitraliile au rămas acoperite lângă orgă timp de peste patru decenii. Deoarece au stat timp îndelungat culcate pe orizontală, una peste alta, câteva dintre vitralii s-au deformat, plumbul a cedat pe alocuri și câteva ochiuri de sticlă s-au deplasat. La restaurarea vitraliilor s-a angajat profesorul de desen Joseph Ed. Krämer, discipol al pictorului timișorean Gyula Szappanos. La inițiativa episcopului Sebastian Kräuter și a directorului cancelariei diecezei, cele 8 vitralii au fost montate pe coridorul de la etajul I al Palatului Episcopal, care, începând din anul 1991, a fost restaurat cu sprijinul R.F.G. Începând din anul 1995, vitraliile strălucesc în toată splendoarea.